# Fox Movies (Asia)
FOX Movies fue un canal asiático de películas propiedad de Disney Channels Worldwide, subsidiaria de Walt Disney Direct-to-Consumer & International, una división de The Walt Disney Company & Warner Bros. Discovery.
El 1° de enero de 2012, el canal Star Movies fue relanzado como FOX Movies Premium, solo disponible en Hong Kong y algunos países del Sudeste Asiático mientras que en India, China, Vietnam, Medio Oriente y Norte de África, Taiwán, Star Movies continúa al aire.
El 10 de junio de 2017 la señal estrenó nueva imagen y le quitó la palabra "premium" de su nombre pasando a llamarse simplemente FOX Movies, además de estrenar el canal en Filipinas en reemplazo de Star Movies.
El 1° de noviembre de 2017 Star Movies Vietnam fue reemplazado por Fox Movies en aquel país.
El 27 de abril de 2021, Disney anunció que cesará las transmisiones de 18 canales en el sudeste asiático (donde se incluyen a Fox Movies, Fox Action Movies y Fox Family Movies) a partir del 1 de octubre de ese año.

## Descripción
Fox Movies Premium y Fox Movies Premium HD tiene contratos de primera ejecución de las películas distribuidas por 20th Century Fox, Disney, Columbia Pictures, Pixar, Marvel Studios, Metro-Goldwyn-Mayer, y la película de DreamWorks y la sub-ejecución de contratos para las películas de Paramount Pictures, Universal Pictures y Warner Bros en los países donde Fox Movies y Fox Movies HD está disponible. También cuenta con películas de otras compañías cinematográficas, incluyendo Lions Gate Entertainment, Summit Entertainment y The Weinstein Company. Su principal competidor es HBO Asia. Algunos diseños de su paquete gráfico se basaban en la película Tron: Legacy (la primera película transmitida en Fox Movies Premium) desde la cuenta regresiva para el cambio de marca y tiene diferentes identidades basada en el tipo y género de la película.
Está disponible en Singapur, Hong Kong, Malasia, Indonesia, Mongolia, Papúa Nueva Guinea, Filipinas, Fiyi, y Tailandia.

## Canales operando

### Fox Movies Asia
Fox Movies (antes conocido como Fox Movies Premium y Star Movies en Filipinas) transmite en el Sudeste de Asia. Es la única versión sin publicidad y, a diferencia de otras versiones de Fox Movies, esta versión también dedica un tiempo mínimo a la promoción de sus próximas películas. El canal no emite promociones de películas clasificadas no aptas para menores de 18 años hasta las 20:00hs SEAT y 21:00 hs para Malasia.

### Fox Movies Filipinas
El 10 de junio de 2017, al igual que su homólogo del Sudeste Asiático (Fox Movies Premium), Star Movies en Filipinas fue renombrado como Fox Movies. Al igual que su predecesor, también tiene subtítulos en inglés, así como anuncios locales cuando la película va a comerciales (Su contraparte en HD, no lo hace porque anteriormente utilizaba la versión asiática (Fox Movies Premium) y Fox Movies Asia). El canal generalmente transmite películas de acción, comedia, animación y horror/suspenso todos los días y películas de drama en la madrugada. El 12 de junio de 2017, el canal HD paso a transmitir a la versión filipina del canal durante el día de la independencia de Filipinas, mientras la señal de Asia seguirá transmitiendo en vivo a través de la aplicación FOX+ disponible para los suscriptores de Cignal, Smart y PLDT Home con subtítulos en chino en sus películas (junto con Fox Family Movies y Fox Action Movies).

### Fox Movies HD
El 1° de enero de 2012, Star Movies HD fue relanzado como Fox Movies Premium HD en determinados países de Asia, donde Star Movies fue renombrado a Fox Movies Premium. El 10 de junio de 2017 Fox Movies Premium HD fue renombrado a Fox Movies.